# Парлапијани (Беневенто)
Парлапијани је насеље у Италији у округу Беневенто, региону Кампанија.
Према процени из 2011. у насељу је живело 106 становника. Насеље се налази на надморској висини од 632 м.